# 富加町タウンホールとみか
富加町タウンホールとみか（とみかちょうタウンホールとみか）は、岐阜県加茂郡富加町にある公共施設。タウンホールとみか、単にタウンホールとも称する。

## 歴史
1990年（平成2年）4月26日に竣工した。

## 施設概要
- 大ホール - 座席数は578席。
- 小ホール - 座席数は90席。
- 楽屋
- 控室
- 富加町タウンホールとみか図書室 - 加治田村出身の児童小説作家である木村小舟が1913年（大正2年）に設立した岐阜通俗図書館に関する常設展示がある。
- 視聴覚室
- 会議室
- 和室
- 相談室

## 利用案内
- 所在地：岐阜県加茂郡富加町滝田1555番地
- 利用時間 : 9:00 - 21:30（図書室については20:00まで）
- 休館日 : 月曜日、祝日の翌日、年末年始（12月28日 - 1月3日）

## 交通アクセス
- 長良川鉄道富加駅から徒歩約20分。

## 周辺
- 富加町役場
- 美濃加茂市富加町中学校組合立双葉中学校
- 富加町立富加小学校
- 富加町保健センター
- 富加町B&G海洋センター
- 可茂消防事務組合中消防署富加出張所
- JAめぐみの富加支店